# Vallesia hypoglauca
Vallesia hypoglauca là một loài thực vật có hoa trong họ La bố ma. Loài này được Ernst miêu tả khoa học đầu tiên năm 1870.